# رمانس شماره ۱ برای ویولن (بتهوون)

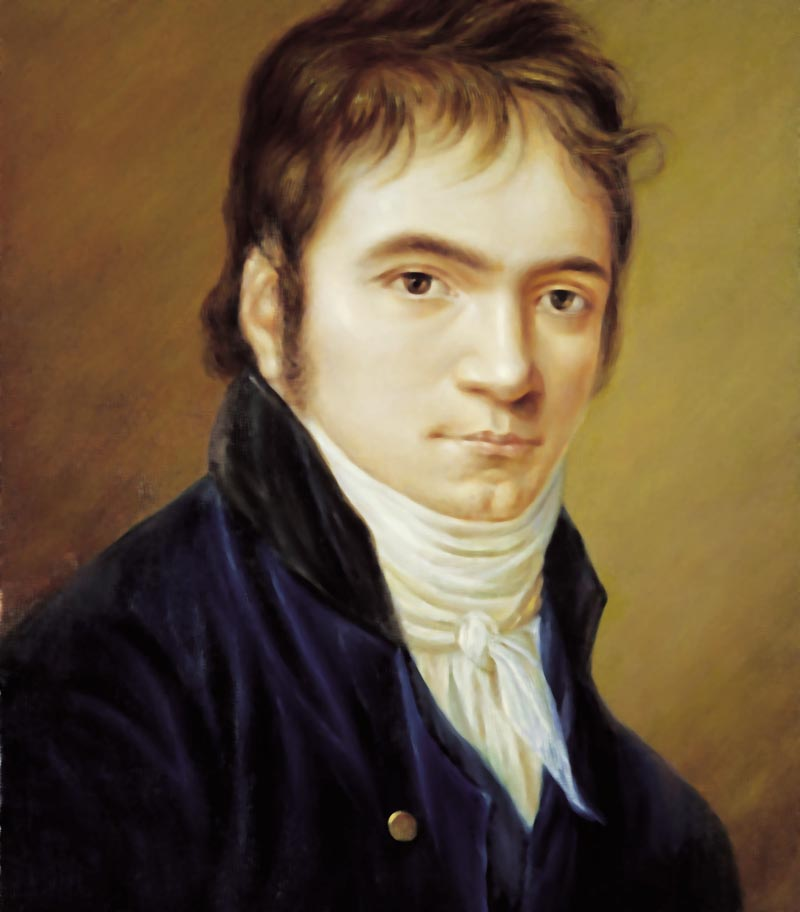
رُمانس شماره ۱ برای ویولن

رُمانس شماره ۱ برای ویولن (به انگلیسی: Violin Romance No. 1؛ به آلمانی: Violinromanze Nr. 1) یا رُمانس شماره ۱ برای ویولن و ارکستر، یا به‌طور مختصر، رُمانس شماره ۱ در سُل ماژور، اُپوس ۴۰، قطعه‌ای است تک‌موومانه برای ویولن و ارکستر که لودویگ فان بتهوون آن را در سال ۱۸۰۲ تصنیف کرد و در سال ۱۸۰۳ منتشر شد. بتهوون این قطعه را چهار سال بعد از رُمانس شماره ۲ تصنیف کرده‌است. رمانس شماره ۱ دو سال پیش از رمانس شماره ۲ منتشر شد؛ به همین دلیل، شماره‌های اختصاص‌یافته معکوس است.
رمانس اُپوس ۴۰ برای تک‌نوازِ ویولن و ارکستر متشکل از سازهای زهی، دو اُبوا، دو فاگوت، دو کُر (هورن)، و یک فلوت نوشته شده‌است.
تمپوی این اثرِ تک‌موومانه آداژیو کانتابیله است.
اجرای رمانس شماره ۱، به‌طور معمول، شش تا هفت دقیقه به‌طول می‌انجامد.